# بخش مرکزی شهرستان کرج
بخش مرکزی شهرستان کرج یکی از بخش‌های شهرستان کرج در استان البرز ایران است.

## تقسیمات کشوری
- بخش مرکزی شهرستان کرج
  - دهستان گرمدره
  - دهستان محمدآباد
  - دهستان کمال‌آباد

شهرها: کرج، ماهدشت، کمال‌شهر، محمدشهر و گرمدره.

## جمعیت
بنابر سرشماری مرکز آمار ایران، جمعیت بخش مرکزی شهرستان کرج در سال ۱۳۸۵ برابر با ۱۶۸۹۴۶۵ نفر بوده است.